# 孫遠謨
孫遠謨（1920年11月7日—2006年2月23日），聖名若瑟，天主教洪洞教區第二任正權主教。
生於山西省洪洞縣莊園村一個教友世家，十二歲入讀教區備修院，1935年入莊園村聖心小修院。1941年起，先後在宣化若瑟總修院及洪洞若瑟總修院攻讀神哲學，1948年在北京由康濟民主教祝聖晉鐸。 
1949起在廣西省天主教梧州教區傳教及牧養教友。文化大革命期間，返回故鄉洪洞縣務農。1978年獲平反，到洪洞教區馬牧堂區擔任本堂。1982年，由已故洪洞教區韓廷弼主教秘密祝聖為輔理主教，1991年接任洪洞教區主教。